# Epidermolisi bollosa ereditaria
Per epidermolisi bollosa ereditaria si intende un insieme di forme di genodermatosi caratterizzate dalla comparsa sul corpo di bolle in seguito a traumi lievi.

## Epidemiologia
Le tre forme ereditarie hanno un'incidenza di 1 su 50.000 persone.

## Classificazione
Si distinguono quattro forme principali, divise in base al livello a cui si forma la scollatura epidermica o dermo-epidermica che dà origine alle lesioni bollose:
- Epidermolisi bollosa semplice - basale o soprabasale
- Epidermolisi bollosa giunzionale - lamina lucida
- Sindrome di Kindler - lamina densa
- Epidermolisi bollosa distrofica - sublamina densa

## Diagnosi
Grazie alla moderne tecnologie è possibile una diagnosi molecolare per comprendere anche le cause.

## Terapia
Il trattamento è sintomatico e volto a prevenire le infezioni.

## Prognosi
Nelle forme semplici la prognosi è buona mentre in quelle giunzionali tende ad essere severa.